# Waltheria fryxellii
Waltheria fryxellii är en malvaväxtart som beskrevs av J.G. Saunders. Waltheria fryxellii ingår i släktet Waltheria och familjen malvaväxter. Inga underarter finns listade i Catalogue of Life.